# テレビナイトショー
『テレビナイトショー』は、1969年3月31日から1971年9月24日までフジテレビ系列局で放送された深夜番組。カラー放送。1971年3月までは毎週月曜 - 金曜 23:10 - 23:55 (JST) に放送されていたが、同年4月からは23:15 - 24:15に放送されるようになった。

## 概要
日本テレビ系列の日本テレビ史上初のナイトショー番組『11PM』に対抗する番組として放送開始。司会者には前田武彦、高橋圭三ら実力派を曜日別に配し、朝のワイドショー番組『小川宏ショー』、昼のベルト番組である『お昼のゴールデンショー』『3時のあなた』と並ぶ第4の生放送のショー番組として鳴り物でスタートした。月曜、水曜、金曜と、番組開始から3か月間の木曜日放送分はフジテレビ、火曜放送分は関西テレビ、木曜放送分は東海テレビ（1969年7月3日放送分から）が制作を担当していた。
女性視聴者をターゲットにしていたこともあり、『11PM』が積極的に取り上げていた風俗情報・レジャー情報・政治ネタなどを取り扱うことはあまりなく、歌謡番組・バラエティー番組としてのテイストが強かったため（当時の出演者も人気歌手・人気芸人が大半を占めており、政治家や各分野に精通した評論家、あるいはストリッパーなどといった異色のゲストが登場することはほとんどなかった）、すでに『11PM』で刺激の強い番組内容がこの時間帯の番組内容としては主流として理解されていた中にあっては、広く支持を得ることができず、結局は2年半で番組を終了した。
その後、フジテレビは後継番組『トゥモロー』を3か月間放送した後、類似のナイトショー番組の制作からは撤退し、この番組のスタート前と同じように映画・時代劇などの再放送でつなぎ（ネット局であり火曜日担当の関西テレビでは独自の番組「ナイト・パンチ」を立ち上げた）、1976年4月からはそれまでのナイトショー番組とは一線を画す、プロ野球を中心とした「スポーツ」に主眼を置いた『プロ野球ニュース』を立ち上げ、1980年代にかけて『11PM』との熾烈な視聴率争いを展開することとなる。

## 出演者

### 司会

#### フジテレビ制作分
- 前田武彦（1969年3月31日 - 1970年9月、月、水、金曜担当）
- 加藤芳郎（1969年4月 - 6月、木曜担当）
- 高橋圭三（1970年10月 - 1971年9月、月曜担当）
- 土居まさる（1970年10月 - 1971年9月、水曜担当）
- 伊丹十三（1970年10月 - 1971年3月、金曜担当）
- 井上順之（1971年4月 - 9月、金曜担当）

#### 関西テレビ制作分（火曜日）
- はかま満緒（1969年4月 - 6月）
- 宝田明（1969年7月 - 1970年3月）
- ミヤコ蝶々（1970年4月 - 1971年3月）
- 笑福亭仁鶴（1971年4月 - 9月）

#### 東海テレビ制作分（木曜日）
- 児玉清（1969年7月 - 1970年6月）
- 上岡龍太郎（1970年7月 - 1971年3月）
- 十代目柳家小三治（1971年4月 - 9月）

#### 変遷
| 期間    | 期間    | 月曜日   | 火曜日     | 水曜日     | 木曜日     | 金曜日   |
| ------- | ------- | -------- | ---------- | ---------- | ---------- | -------- |
| 1969.04 | 1969.06 | 前田武彦 | はかま満緒 | 前田武彦   | 加藤芳郎   | 前田武彦 |
| 1969.07 | 1970.03 | 前田武彦 | 宝田明     | 前田武彦   | 児玉清     | 前田武彦 |
| 1970.04 | 1970.06 | 前田武彦 | ミヤコ蝶々 | 前田武彦   | 児玉清     | 前田武彦 |
| 1970.07 | 1970.09 | 前田武彦 | ミヤコ蝶々 | 前田武彦   | 上岡龍太郎 | 前田武彦 |
| 1970.10 | 1971.03 | 高橋圭三 | ミヤコ蝶々 | 土居まさる | 上岡龍太郎 | 伊丹十三 |
| 1971.04 | 1971.09 | 高橋圭三 | 笑福亭仁鶴 | 土居まさる | 柳家小三治 | 井上順之 |

### パートナー

#### フジテレビ制作分
- 芳村真理（前田武彦(月、金曜→1969年7月より月、水曜担当)のパートナー役）
- 中村メイコ（加藤芳郎のパートナー役、加藤降板後も芳村･豊原不在時の前田武彦の臨時パートナー役として不定期出演）
- 豊原ミツ子（前田武彦(水曜→1969年7月より金曜担当)、柳家小三治のパートナー役）
- 磯野洋子（高橋圭三のパートナー役）
- 金井克子（伊丹十三のパートナー役）
- うつみみどり（井上順之のパートナー役）

#### 関西テレビ制作分（火曜日）
- 毛利功（関西テレビアナウンサー(当時)、ミヤコ蝶々のパートナー役）ほか

#### 東海テレビ制作分（木曜日）
- 倍賞美津子（児玉清のパートナー役、1969年7月 - 10月まで）
- 佐藤友美（児玉清のパートナー役、1969年11月 - 1970年3月まで）
- 由紀さおり（児玉清のパートナー役、1970年4月 - 6月まで）
- 岡田可愛（上岡龍太郎のパートナー役）

#### 変遷
| 期間    | 期間    | 月曜日   | 火曜日   | 水曜日     | 木曜日     | 金曜日       |
| ------- | ------- | -------- | -------- | ---------- | ---------- | ------------ |
| 1969.04 | 1969.06 | 芳村真理 | （不在） | 豊原ミツ子 | 中村メイコ | 芳村真理     |
| 1969.07 | 1969.10 | 芳村真理 | （不在） | 芳村真理   | 倍賞美津子 | 豊原ミツ子   |
| 1969.11 | 1970.03 | 芳村真理 | （不在） | 芳村真理   | 佐藤友美   | 豊原ミツ子   |
| 1970.04 | 1970.06 | 芳村真理 | 毛利功   | 芳村真理   | 由紀さおり | 豊原ミツ子   |
| 1970.07 | 1970.09 | 芳村真理 | 毛利功   | 芳村真理   | 岡田可愛   | 豊原ミツ子   |
| 1970.10 | 1971.03 | 磯野洋子 | 毛利功   | （不在）   | 岡田可愛   | 金井克子     |
| 1971.04 | 1971.09 | 磯野洋子 | （不在） | （不在）   | （不在）   | うつみみどり |

### レギュラー
- 田辺一鶴
- 立木義浩
- ハニーレーヌ
- ザ・ティーンズ
- 上岡龍太郎（児玉清司会期の東海テレビ製作分のレポーター、児玉降板後に司会に昇格）

ほか

## 放送局
- フジテレビ
- 秋田テレビ-1969年10月開局から
- 仙台放送 - 1970年10月1日ネット開始[注釈 2]。
- 福島中央テレビ
- 富山テレビ
- 石川テレビ
- 福井テレビ
- 長野放送
- テレビ静岡
- 東海テレビ
- 関西テレビ
- 山陰中央テレビ
- テレビ岡山 - 1970年4月1日ネット開始[注釈 3]。
- テレビ愛媛
- テレビ西日本
- サガテレビ

札幌テレビ、広島テレビ、テレビ熊本など当時のフジテレビ系列と日本テレビ系列とのクロスネット局は23時台に『きょうの出来事』や『11PM』を同時ネットしていた関係でこの番組をネットできなかった。

## 補足
- 月曜日の内容については、この番組の前の時間帯（22時台）で生放送の歌謡番組『夜のヒットスタジオ』が放送されていた関係（ちなみに『ヒットスタジオ』のスタッフと『ナイトショー』のスタッフは同一であった）で、そのまま引き続き『ヒットスタジオ』の司会である前田武彦と芳村真理のコンビが『ナイトショー』月曜日の司会も担当。内容も『ヒットスタジオ』本放送でのゲスト歌手がそのまま居残って出演し、さしずめヒットスタジオ「延長戦」といった色彩の強い内容となっていた（ちなみに第1回（1969年3月31日放送）のゲストの一人として吉永小百合が登場しているが、これもこの日の『ヒットスタジオ』に吉永が出演（この日が吉永のヒットスタジオ初出演の回でもあった）していたことから、そのまま居残りの形でこの番組にも顔を出したことによるものである）。
- 1969年から1971年にかけてプロ野球界を覆った日本プロ野球の黒い霧事件を番組で取り上げた。1969年11月にプロ野球界から永久追放処分を受けた永易将之（元西鉄ライオンズ投手）へのインタビューを2回放送した。1970年4月1日放送の回でルポライターの大滝譲司の手による永易へのインタビューの録画が放送され、その中で「私以外に八百長に関係した選手が5，6人いる」と証言した。黒い霧事件に関して、西鉄球団に永易の他にも八百長を行っていた選手がいたことを示唆したニュースであった。ただし選手の実名は放送されなかった。4月8日には、司会者の前田と大滝が永易へインタビューする録画が放送された。

## 関連事項
- 夜のヒットスタジオ
- お昼のゴールデンショー
- 3時のあなた
- 小川宏ショー
- 夜のゴールデンショー
- 11PM（日本テレビ系列）
- 23時ショー（NET<現:テレビ朝日>系列）
- ぎんざナイトナイト（TBS系列）
- オールナイトフジ (1969-1975)